# Mary Ritter Beard
Mary Ritter Beard (Indianapolis, 5 augustus 1876 — 14 augustus 1958) was een Amerikaans historica en archivaris die een belangrijke rol speelde in de strijd voor het vrouwenkiesrecht. Ook was ze betrokken bij de arbeidersbeweging en bleef zich gedurende haar leven inzetten voor emancipatie in brede zin. Ze was auteur en redacteur van een aantal boeken over de rol van de vrouw in de geschiedenis, waaronder On Understanding Women (1931), America Through Women's Eyes (1933) en Woman As Force In History: A Study in Traditions and Realities (1946). Tevens schreef ze samen met haar man, de historicus Charles Austin Beard, enkele gerenommeerde boeken, waaronder The Rise of American Civilization (1927).

## Jonge jaren

### Jeugd en onderwijs
Mary Ritter Beard werd 5 augustus 1876 geboren te Indianapolis, Indiana. Ze was de vierde van zeven kinderen en de eerste dochter van Narcissa Lockwood en Eli Foster Ritter. Narcissa was enige tijd werkzaam als onderwijzeres en Eli was, na een periode in het Union-leger tijdens de Amerikaanse Burgeroorlog, werkzaam als advocaat.
Beard behaalde haar diploma aan de Indianapolis High School en was spreker tijdens de diploma-uitreiking. In 1893 ging ze studeren aan DePauw University. Ze werd lid van de Kappa Alpha Theta sociëteit. Aldaar raakte ze, mede dankzij verenigingsgenoten, geïnspireerd om zich in haar studie buiten de conventionele paden voor vrouwen te bewegen. Haar professor Duits, Henry B. Longden, was tevens een belangrijk rolmodel voor Beard. Aan DePauw University ontmoette Beard haar toekomstige man, Charles Austin Beard.

### Huwelijk en gezinsleven
Na haar afstuderen in 1897 vond Beard een baan als lerares Duits. Nadat Charles in 1899 terugkeerde van een periode aan de Universiteit van Oxford trouwde het paar in 1900. Het echtpaar vertrok vervolgens naar Oxford waar Charles zijn studie voortzette. In 1901 werd hun eerste kind, Miriam, te Manchester geboren. In 1902 verhuisden ze naar New York om beiden te studeren aan de Columbia-universiteit. Mary staakte na enige tijd haar studie sociologie, maar Charles maakte zijn studie af en bleef als docent tot 1917 aan deze universiteit verbonden. In 1907 kreeg het echtpaar een zoon die ze de naam William gaven.

## Europese invloed
Tijdens het verblijf in Engeland ontwikkelde Beard een interesse in de arbeidersklasse en de vrouwenbeweging. Ze kwam in contact met een aantal feministen en socialisten, waaronder Emmeline Pankhurst en haar dochters en Peter Kropotkin. Beïnvloed door deze contacten begon Beard in Engeland te schrijven over sociale hervormingen met betrekking tot de arbeidersklasse en positie van vrouwen.

## Het vrouwenkiesrecht

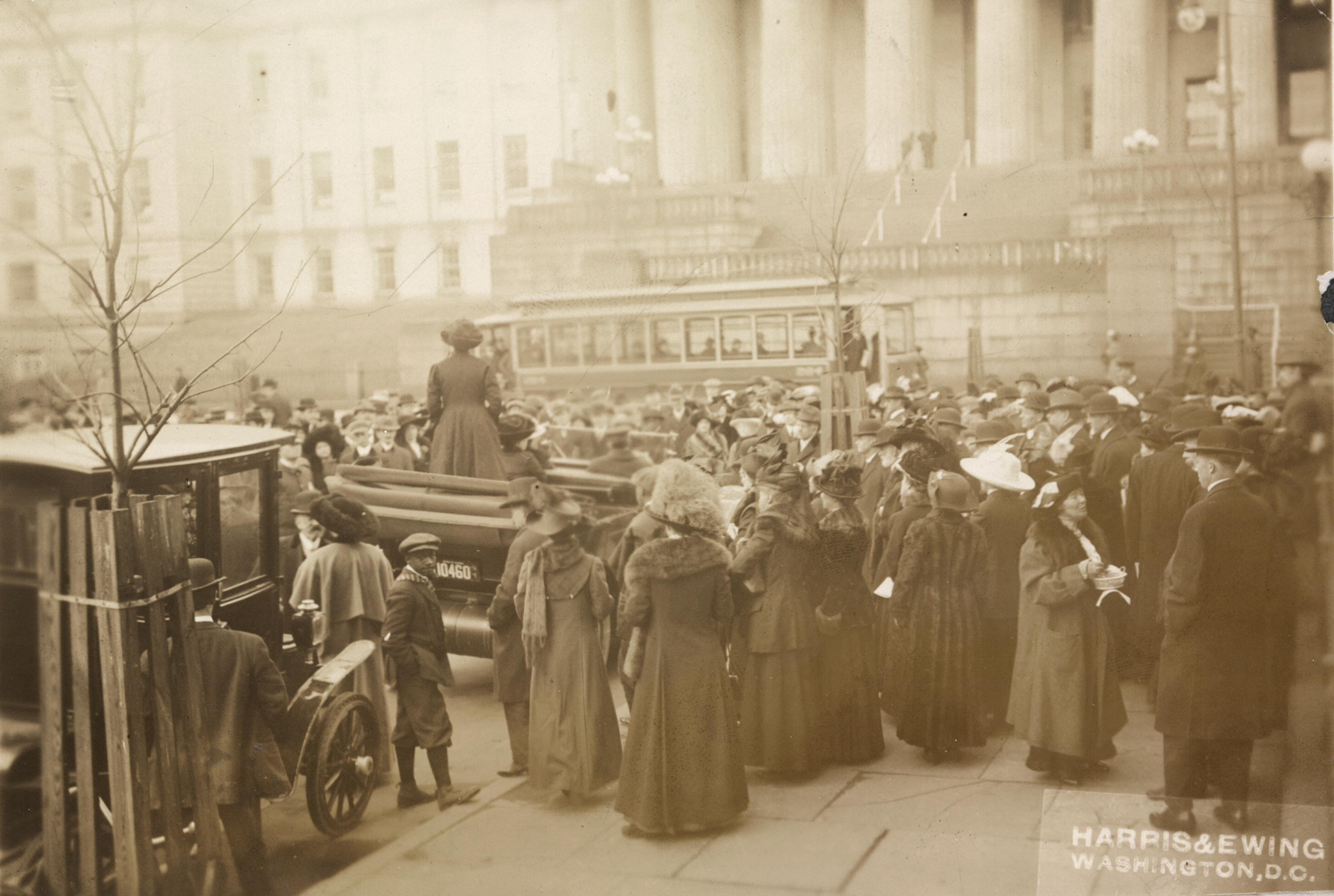
Openluchtbijeenkomst in Washington, D.C., maart 1913, waarin het Congres werd opgeroepen het amendement op het nationale vrouwenkiesrecht goed te keuren. Mevrouw Mary Beard (op de rug gezien), lid van het Uitvoerend Comité van de Congressional Union for Woman Suffrage, spreekt.

Beard was actief in the Women’s Trade Union League (WTUL) waarin het bewerkstelligen van betere werkomstandigheden voor vrouwen centraal stond. Bij de WTUL raakte Beard geïnteresseerd in het vrouwenkiesrecht als een middel om de arbeidersklasse te helpen. Beard was tevens lid van een aantal feministische verenigingen, waaronder the New York City Suffrage Party waarvoor ze, naast een rol binnen het bestuur, ook redacteur van The Woman Voter was. In 1913 verliet ze deze vereniging om zich aan te sluiten bij the Congressional Union for Woman Suffrage (CU) waar ze onder andere editor van het weekblad The Suffragist werd. Als lid van de CU nam ze veel taken op zich. Zo hielp ze, naast het geven van lezingen en schrijven van artikelen, bij het uitstippelen van de CU’s strategie en het organiseren van demonstraties.

## Publicaties
Samen met haar echtgenoot publiceerde Beard een aantal boeken (hoewel haar bijdrage door tijdgenoten vaak over het hoofd gezien werd). Hun eerste gezamenlijke werk was het schoolboek American Citizenship, gepubliceerd in 1914. Een jaar later gaf Beard haar eerste zelfstandige werk Woman’s Work in Municipalities uit. Beard onderschreef het belang van het schrijven van vrouwengeschiedenis en was van mening dat het onmogelijk was de Amerikaanse maatschappij te begrijpen zonder de bijdrage van vrouwen te erkennen. Om vrouwengeschiedenis onder de aandacht te brengen schreef Beard pamfletten, artikelen en boeken en gaf ze lezingen en radio-optredens. Haar bekendste werk is Woman as Force in History (1946).

## Na het vrouwenkiesrecht
Nadat het vrouwenkiesrecht door het Negentiende amendement van de grondwet van de Verenigde Staten een feit werd richtte Beard zich volledig op het belang van vrouwengeschiedenis. Samen met haar man was ze betrokken bij de New History beweging. In het werk van deze beweging werd de rol van vrouwen door de geschiedenis heen zichtbaarder gemaakt. Beard was het niet eens met feministische tijdgenoten die van mening waren dat vrouwen dienden te streven naar gelijkheid met de man. Ze vond dat zowel mannen als vrouwen belangrijke bijdragen aan de geschiedenis en maatschappij leverden en hadden geleverd, maar was van mening dat deze bijdragen verschilden en dat het streven naar volledige gelijkheid daarom averechts zou werken.

### Archieven
Samen met Rosika Schwimmer richtte Beard in 1935 the World Center for Women’s Archives (WCWA) op. Hier hoopte Beard de werken van vrouwen te verzamelen, vrouwengeschiedenis zichtbaarder te maken en een bijdrage te leveren aan de educatie van vrouwen. Het archief kreeg veel aandacht in de pers en leidde tot de oprichting van the Arthur and Elizabeth Schlesinger Library aan Radcliffe College en the Sophia Smith Collection aan Smith College. Ondanks deze successen was Beard niet volledig tevreden met de geboekte resultaten. Zij diende in 1940 haar ontslag als directeur in en enkele maanden later ging het centrum ten onder aan interne onenigheid en een gebrek aan financiering.

### Het Britannica project
Na haar werk in het vrouwenarchief, stortte Beard zich op een analyse van de representatie van vrouwen in the Encyclopædia Britannica. Samen met een team van vrouwelijke wetenschappers stelde Beard A Study of the Encyclopaedia Britannica in Relation to its Treatment of Women samen. Deze analyse van de encyclopedie werd in 1942 aan Walter Yust, onder wiens redactie Britannica viel, gepresenteerd. Beard en haar team bekritiseerde het vaak eenzijdig mannelijke perspectief van Britannica en presenteerde een lijst met suggesties. Hoewel Yust de kritiek goed ontving incorporeerde hij de suggesties niet in volgende edities, waarna Beard vrouwen afried nog voor Britannica te schrijven.

## Dood en nalatenschap
Hoewel Beard belangrijke stappen heeft gezet met betrekking tot het archiveren van vrouwengeschiedenis, wilde zij net als haar man Charles dat al haar papieren en manuscripten na haar dood vernietigd werden. Tevens wilde zij niet dat haar brieven gepubliceerd werden.
Beard ligt naast haar man begraven op Ferncliff Cemetery te Hartsdale in Winchester County, New York.